# Hug de Gabala
Hug va ser el bisbe de Gabala o, com s'anomenava llavors, Gibellum, un poble a Síria durant el segle xii. Quan el comtat d'Edessa va caure en mans de Zengi el 1144, Ramon, príncep d'Antioquia, va enviar Hug a donar les noves al Papa Eugeni III. En resposta, Eugeni va promulgar la butlla papal Quantum praedecessores l'any següent (fent una crida a la Segona Croada). Hug també li va contar a Otó de Freising sobre el Preste Joan, el mític rei-sacerdot nestorià de l'Índia, que pretenia ajudar els estats croats contra els sarraïns. Otto va incloure la història en el Chronicon de 1145; sent la primera menció enregistrada de la llegenda del Preste Joan.